# Stanisław Rymar (polityk)
Stanisław Rymar (ur. 3 lutego 1886 w Haczowie, zm. 14 października 1965 w Krakowie) – polski pisarz, publicysta, historyk, polityk, działacz Narodowej Demokracji, poseł na Sejm I i III kadencji w II RP z ramienia Związku Ludowo-Narodowego oraz Stronnictwa Narodowego.

## Życiorys
Urodził się 3 lutego 1886 w Haczowie jako syn Piotra i Katarzyny z domu Boczar. Pochodził z patriotycznej rodziny (ojciec matki brał udział w powstaniu węgierskim, a stryj Maciej Rymar w powstaniu styczniowym). Zamieszkiwał pod Haczowem, gdzie od 1892 uczęszczał do szkoły powszechnej. W 1893 jego ojciec wyjechał do Stanów Zjednoczonych i tam zaginął bez wieści. Stanisław Rymar kontynuował naukę od 1895 w szkole w Krośnie, a od 1897 w C. K. Gimnazjum w Sanoku, gdzie zdał egzamin dojrzałości w 1905. W okresie nauki gimnazjalnej mieszkał w miejscowej bursie, działał w tajnych kołach samokształceniowych i organizacjach młodzieży narodowej. W 1905 organizował w Sanoku ruch pod nazwą Związek Nadziei. Ukończył studia na Wydziale Filozoficznym i Wydziale Prawa Uniwersytetu Jagiellońskiego. W trakcie studiów był organizatorem ruchu Eleusis. Od 1908 był członkiem zarządu głównego Towarzystwa Szkoły Ludowej, działał jako referent oświatowy i domów ludowych. Uczestniczył w akcji kolonizacji Małopolski Wschodniej, tworzeniu szkół dla polskiej mniejszości, budowaniu kościołów i domów ludowych. Był członkiem Ligi Narodowej w 1910.
Podczas I wojny światowej został uwięziony przez władze austriackiej, później przebywał pod nadzorem z zakazem wyjazdu z Krakowa. Mimo tego utrzymywał kontakt z działaczami narodowymi. Był zastępcą naczelnika wydziału administracji Polskiej Komisji Likwidacyjnej w 1918.
Po odzyskaniu przez Polskę niepodległości działał w Komitecie Spisko-Morawskim oraz w Komitecie Mazurskim, a także w akcji plebiscytowej na Górnym Śląsku. W czasie inwazji bolszewickiej w 1920 był prezesem Sekcji I organizacji zaciągowej na obszar Małopolski Wschodniej oraz był członkiem prezydium krakowskiego Komitetu Obrony Narodowej. Za swoje zasługi 10 października 1920 został udekorowany Odznaką pamiątkową „Stanęli w Potrzebie 1920”. Został wybrany posłem na Sejm RP I kadencji (1922–1927) (Związek Ludowo-Narodowy). Był wówczas członkiem Komisji Budżetowej, pełniąc funkcję referenta budżetu Ministerstwa Oświaty i Wychowania Publicznego, a później był przewodniczącym Komisji Budżetowej. Był aktywny w swoim okręgu wyborczym odbywając wiece. W wyborach do Sejmu II kadencji (1928–1930) nie uzyskał mandatu. Ponownie wybrany posłem Sejmu III kadencji (1930–1935) (Stronnictwo Narodowe; pierwotnie nie uzyskał mandatu w okręgu 48 przemyskim), pełnił funkcję przewodniczącego Sejmowej Komisji Budżetowej. W Krośnie i w Haczowie organizował ruch narodowy. Założył też Związek Haczowiaków i został jego wiceprezesem i współorganizatorem kolejnych zjazdów. Po wojnie próbował zalegalizować organizacje narodowe i udał się ze Stanisławem Kutrzebą na rozmowę z arcybiskupem Adamem Sapiehą, który poparł inicjatywę i udzielił błogosławieństwa. To zachęciło Rymara do stworzenia wielkiego obozu narodowego, umiarkowanego, w zasadach moralnych, opartego na przykazaniach Kościoła, demokratycznego i zdecydowanego do wzięcia udziału w budowaniu nowego porządku. Wspierali go dwaj wybitni działacze Stronnictwa Narodowego – Stanisław Kozicki i Zygmunt Wasilewski. 20 grudnia 1934 został wybrany na urząd prezydenta Łodzi.
W dniach 26–28 lipca 1930 uczestniczył w rodzinnej wsi w czwartej edycji Zjazdu Haczowiaków. Miał syna, aresztowanego w 1934.
Po zakończeniu II wojny światowej w lipcu 1945 nawiązał kontakt z Janem Matłachowskim, nie popierającym rządu PKWN, czołowym działaczem podziemnego Stronnictwa Narodowego i delegatem Stronnictwa w Radzie Jedności Narodowej (o roli podziemnego parlamentu Polski Walczącej).
W lipcu 1945 do Komitetu Legalizacyjnego Stronnictwa Narodowego, wszedł m.in. Stanisław Rymar, który przygotował stosowny Memoriał, i złożył stronie rządowej. W październiku 1945, po braku odpowiedzi i wystosowaniu listu do premiera w tej sprawie, organizatorzy SN zostali aresztowani. Mimo prześladowań przez NKWD, Rymar, zawieszoną w 1946 organizację prowadził w konspiracji. W czasach PRL zasłynął z ostrej krytyki nowej rzeczywistości.
Był autorem publikacji historycznych, społeczno-gospodarczych, ustrojowych, literackich, oświatowych, monografii, życiorysów oraz artykułach w czasopismach. Był także autorem haseł w Polskim Słowniku Biograficznym. Za starania na rzecz budowy gmachu gimnazjum w Brzozowie 30 września 1925 otrzymał tytuł honorowego obywatelstwa Brzozowa, wręczony podczas uroczystości poświęcenia kamienia węgielnego budynku 25 października tego roku.
Zarówno przed, jak i po II wojnie światowej zamieszkiwał przy ulicy Topolowej 52 w Krakowie.
W 1986 ukazała się książka Stanisław Rymar, 1886-1965, którą opublikował ks. Jan Kuś.

## Publikacje
- Kazimierz Wielki. W sześćsetną rocznicę Jego urodzin (1909)
- Wybór pism H. Kołłątaja z wstępem i objaśnieniami (1912)
- 3-maja 1791 r. Zary dziejów konstytucji 3 Maja z dołączeniem samej Ustawy rządowej, oraz Konstytucji Rzeczypospolitej Polskiej z 17 marca 1921 (1921)
- Kalendarze narodowe na lata 1912, 1913, 1914
- Ustawa gminna z roku 1866 i Ordynacja wyborcza gminna dla Galicji (1914)
- 24 polityki Jana Stapińskiego (1912)
- Obce kapitały w Polsce (1923)
- Finansowa strona organizacji szkolnictwa w Polsce (1926)
- O bibliotekach powszechnych (1929)
- Zagadnienie ustawodawstwa w dziedzinie oświaty pozaszkolnej w Polsce (1930)
- Jak wyprowadzić Polskę z ciężkiego położenia gospodarczego (1930)
- Stronnictwo Narodowe wobec rządowego projektu ustawy samorządowej (1933)
- Cywilna odpowiedzialność zarządu spółki z ograniczoną odpowiedzialnością (1938)
- Pamiętnik T. 1 „Moje młode lata” (1947)
- Pamiętnik T. 3 „Wojna i okupacja”
- Pamiętnik T. 4, cz. 1 „Wspomnienia od r. 1944” (1954)
- Pamiętnik T. 4, cz. 2 „W Polsce ludowej” (1957-1965)
- Haczów, wieś ongiś królewska, w latach 1353–1957 (1957)
- Haczów, wieś ongiś królewska, 1350-1960 (1962)
- Wieś polska od zniesienia pańszczyzny do dni dzisiejszych (3 tomy)